# Country Garden Holdings
Country Garden Holdings — один из крупнейших операторов недвижимости в Китае (входит в «большую четвёрку» китайских девелоперов, наряду с Evergrande Group, Greenland Holdings и China Vanke, а также в число тридцати крупнейших компаний страны и в число 500 крупнейших компаний мира). Country Garden Holdings основан в 1992 году, с 2007 года котируется на Гонконгской фондовой бирже, штаб-квартира расположена в городе Фошань (Гуандун).
Country Garden Holdings специализируется на инвестициях в недвижимость, развитии и управлении проектами, строительных и отделочных работах, гостиничном бизнесе, а также инвестирует в робототехнику и цифровые технологии. По состоянию на 2019 год выручка Country Garden Holdings составляла 56,7 млрд долл., прибыль — 5,2 млрд долл., активы — 237,4 млрд долл., рыночная стоимость — 35,2 млрд долл., в компании работало 131,4 тыс. сотрудников.

## Деятельность
Country Garden Holdings имеет свыше 700 жилых и коммерческих проектов в более чем 200 городах Китая, а также в Малайзии, Индонезии и Австралии.
Крупнейшими проектами за пределами Китая являются масштабные комплексы, построенные в Малайзии: высотный жилой комплекс Country Garden Danga Bay в городе Джохор-Бару, «зелёный город» Forest City в городе Искандар-Путери (округ Джохор-Бару, штат Джохор) и элитный жилой комплекс Country Garden Diamond City в западном штате Селангор.
Кроме того, глава Country Garden Ян Гуоцян финансирует строительство в провинции Гуандун бесплатных средних школ и профессиональных училищ для детей из бедных семей. В июне 2018 года Country Garden приостановила все свои строительные проекты в материковом Китае для проверки соблюдения правил техники безопасности. Это произошло после масштабной аварии на строительной площадке в провинции Аньхой, в результате которой погибли шесть человек.
К лету 2023 года у Country Garden накопились огромные долги перед инвесторами и партнёрами. В августе 2023 года Country Garden просрочил выплаты по облигациям, после чего его акции стали стремительно падать и компания была исключена из индекса Hang Seng.

## Акционеры
Основными акционерами Country Garden Holdings являются Ян Гоцян и его дочь Ян Хуэйянь. Ян Гоцян (по-кантонски Ён Куок Кён) начинал простым фермером и строителем, в 1992 году был одним из пяти основателей Country Garden, в 2005 году он передал свой пакет акций наследнице — Ян Хуэйянь. После того, как в 2007 году Country Garden вышла на Гонконгскую фондовую биржу, Ян Хуэйянь стала самой богатой женщиной Китая с состоянием, превышающим 16 млрд долларов.
В 2015 году китайский страховой гигант Ping An Insurance стал вторым по величине акционером Country Garden, приобретя 9 % акций компании за 800 млн долл. Другими значительными акционерами Country Garden являются The Vanguard Group (1,4 %) и BlackRock (1 %).

## Дочерние компании
- Funyard Hotels & Resorts
- Country Garden Education Group
- Country Garden Properties (Hong Kong)
- Hong Kong Union Real Estate Services
- Country Garden Australia
- Jurong Country Garden Property Development
- Guangzhou Country Garden Business Management
- Guangdong Giant Leap Construction
- Foshan Shunde Country Garden Property Development
- Wuhan Country Garden Lianfa Investment
- Chuzhou Country Garden Property Development
- Suzhou Country Garden Real Estate
- Shaanxi Country Garden Real Estate
- Hunan Country Garden Real Estate
- Zengcheng Country Garden Property Development
- Taishan Country Garden Property Development
- Golden Favor Investments
- Top Favor Holdings
- Potential Star International
- Smart Insight International
- Pure Smart Enterprises
- Falcon Investments Development